# Нафтопереробний завод Патенга
Нафтопереробний завод Патенга – станом на початок 2020-х єдиний нафтопереробний завод Бангладеш (якщо не враховувати численних конденсатопереробних заводів незначної потужності). 
Завод розташований у промисловій зоні за кілька кілометрів на південь від міста Читтагонг, на правому березі річки Карнафулі, до якої можуть заходити великі судна. 
НПЗ почав роботу у 1968 році маючи три основні установки: атмосферної дистиляції, каталітичного риформінгу та гідродесульфуризації. У 1980-му до них додали асфальтно-бітумну секцію.
В середині 1990-х на заводі завершили масштабну модернізацію, під час якої запустили установку вісбрекінгу важких залишків перегонки нафти, а секцію гідродесульфуризації перетворили на установку часткового гідрокрекінгу. Замість гідродесульфуризації роозпочали використання процесу Merox (каталітична демеркаптанизація). 
В 2007-му установка гідрокрекінгу отримала додаткову функцію переробки конденсату. Останній доправляють баржами від терміналу на річці Мегхна, куди він, в свою чергу, надходить по конденсатопроводу Кайлаштіла – Ашугандж. Потужність установки по переробці конденсату становить 1200 барелів на добу, при цьому отримують бензин та дизельне пальне.
Наразі загальна потужність НПЗ знаходиться на рівні 1,5 млн тон на рік. Потужність окремих установок визначається як 70 тисяч тон для каталітичного риформінгу, 522 тисяч тон для установки вісбрекінгу, 249 тисяч тон для процесу Merox (в тому числі 24 тисячі тон зрідженого нафтового газу) та 70 тисяч тон для бітумної секції.
Щонайменше з другої половини 2000-х років обговорюють плани зведення другої черги заводу, яка має збільшити потужність в кілька разів – до 4,5 млн тон на рік. Станом на середину 2020-го було проведене придбання земельних ділянок, а французька компанія Tecnip виконала певні проектні роботи (design and layout plan).
Наразі заводом керує компанія Eastern Refinery Limited, яка повністю належить державній Bangladesh Petroleum Corporation.